# Batávia (região)

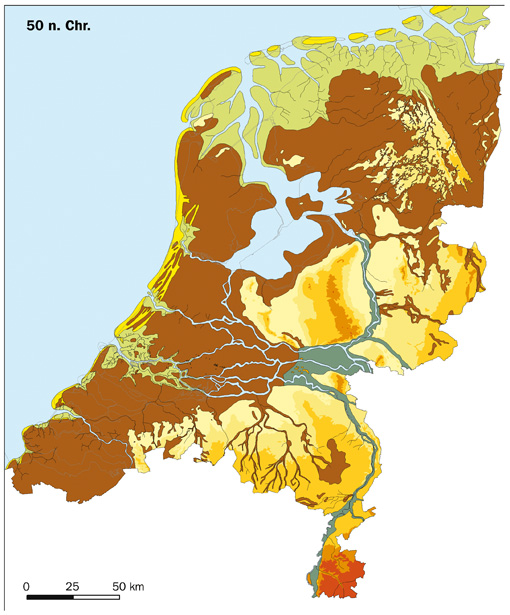
A região da Batávia.

A Batávia (em neerlandês:  Betuwe, "Ilha dos Batávios") é uma região histórica na província de Guéldria, nos Países Baixos. É delimitada pelo rio Waal, ao sul, e pelos rios Lek e Baixo Reno, ao norte. O rio Linge corre dentro da Batávia.
Pode ser considerada como uma grande ilha fluvial, mas raramente é vista como tal. No final da Segunda Guerra Mundial (entre Outubro de 1944 e Junho de 1945) era chamada de Men's Island ou Manneneiland (Ilha dos Homens) porque toda a população civil foi evacuada no decurso da Operação Mercado-Jardim, permanecendo apenas os soldados. 
Na Batávia, há muita produção de frutas (maçã, pera e cereja) e árvores ornamentais.